# Filo (ciasto)

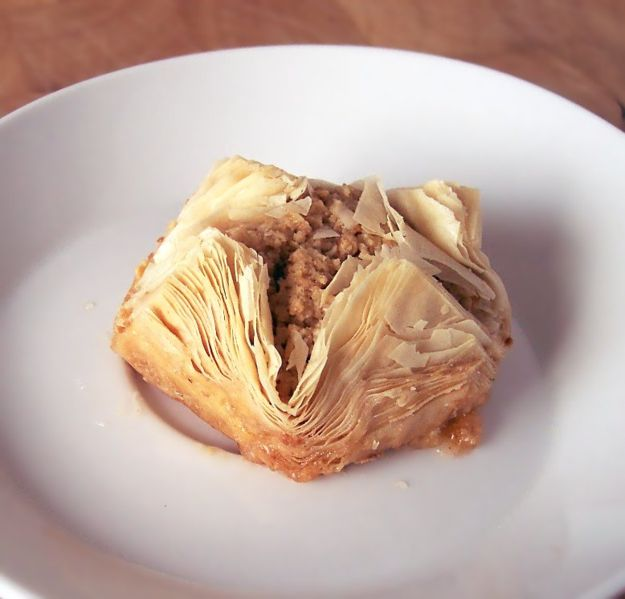
Baklawa – częsty wypiek przygotowany na bazie ciasta filo

Filo, fyllo (fillo z ngr. φύλλο – liść) – rodzaj bardzo cienkiego, niedrożdżowego ciasta warstwowego wykorzystywanego w kuchni bałkańskiej i Europy środkowo-wschodniej. 
Choć kojarzone głównie z kuchnią grecką, w rzeczywistości wywodzi się z kuchni Turków osmańskich. Stanowi podstawę wielu wypieków, takich jak baklawa czy burek (börek), a także wielu dań, choć nie służy do bezpośredniego spożycia; spotykane również pod nazwą kora (Bułgaria, Macedonia).

## Historia
Obecna praktyka wałkowania surowego ciasta w cienkie jak papier warstwy nawiązuje do praktyk kuchennych w pałacu Topkapi w czasach Imperium Osmańskiego, opartych na technice kulinarnej wywodzącej się z kuchni Azji Środkowej oraz bizantyjskiej. Baklawa jest najprawdopodobniej najstarszym wypiekiem z ciasta filo, jej początek sięga XIII wieku.

## Skład i przygotowanie
Do sporządzenia tego ciasta używa się mąki, oliwy, soli i wody. Powstałe z ich zmieszania luźną masę rozwałkowuje się na stole lub stolnicy na cienkie warstwy, które następnie smaruje się roztopionym masłem. Przed spożyciem ciasto jest pieczone. Mąka mieszana jest z oliwą i solą do uzyskania tzw. luźnego ciasta, do którego następnie dodaje się wodę. Tak rozrzedzone ciasto na stole bądź stolnicy uciera się z mąką do nadania odpowiedniej konsystencji, i odstawia na 20-30 minut. Następnie dzieli się je na części i wykorzystuje według potrzeby.
Ciasto filo zasadniczo wykonane jest z mąki, wody i niewielkiej ilości oliwy lub białego octu, jednak  niektóre przepisy mogą do tego dodawać żółtka jaj. Samodzielne jego przygotowanie jest czasochłonne oraz wymaga umiejętności wałkowania i rozciągania ciasta dla wypracowania szczególnie dużych i cienkich warstw. Potrzebny jest duży stół i długi wałek. Konieczne jest ciągłe podsypywanie mąką, by uniknąć rozerwania powierzchni ciasta. 
W cieście filo rozwałkowane warstwy ciasta są smarowane roztopionym masłem. Różnica pomiędzy ciastem filo a francuskim i ciastem na croissanty polega na tym, że w nich cienki plaster masła jest nakładany na warstwę ciasta, a następnie wszystko jest składane i rolowane kilkakrotnie, tworząc ciasto warstwowe zawierające cienkie plastry ciasta i tłuszczu. 
Maszyny do robienia ciasta filo zostały udoskonalone w latach 70. XX wieku i od tego czasu zdominowały rynek. Filo do użytku domowego jest szeroko dostępne w supermarketach, zarówno świeże, jak i mrożone. Kupowane na wagę, do użytku domowego, zwykle dostępne jest również wraz z innymi wypiekami w greckich cukierniach (zacharoplastíon).

## Pokrewne metody
Bardzo cienkie warstwy ciasta mogą być również robione poprzez przykładanie grudek ciasta do gorącej powierzchni, jak np. w cieście malsouka z północnej Afryki, albo poprzez gotowanie bardzo rzadkiego, lanego ciasta jak w cieście pootharekulu z południowych Indii. 

## Wykorzystanie

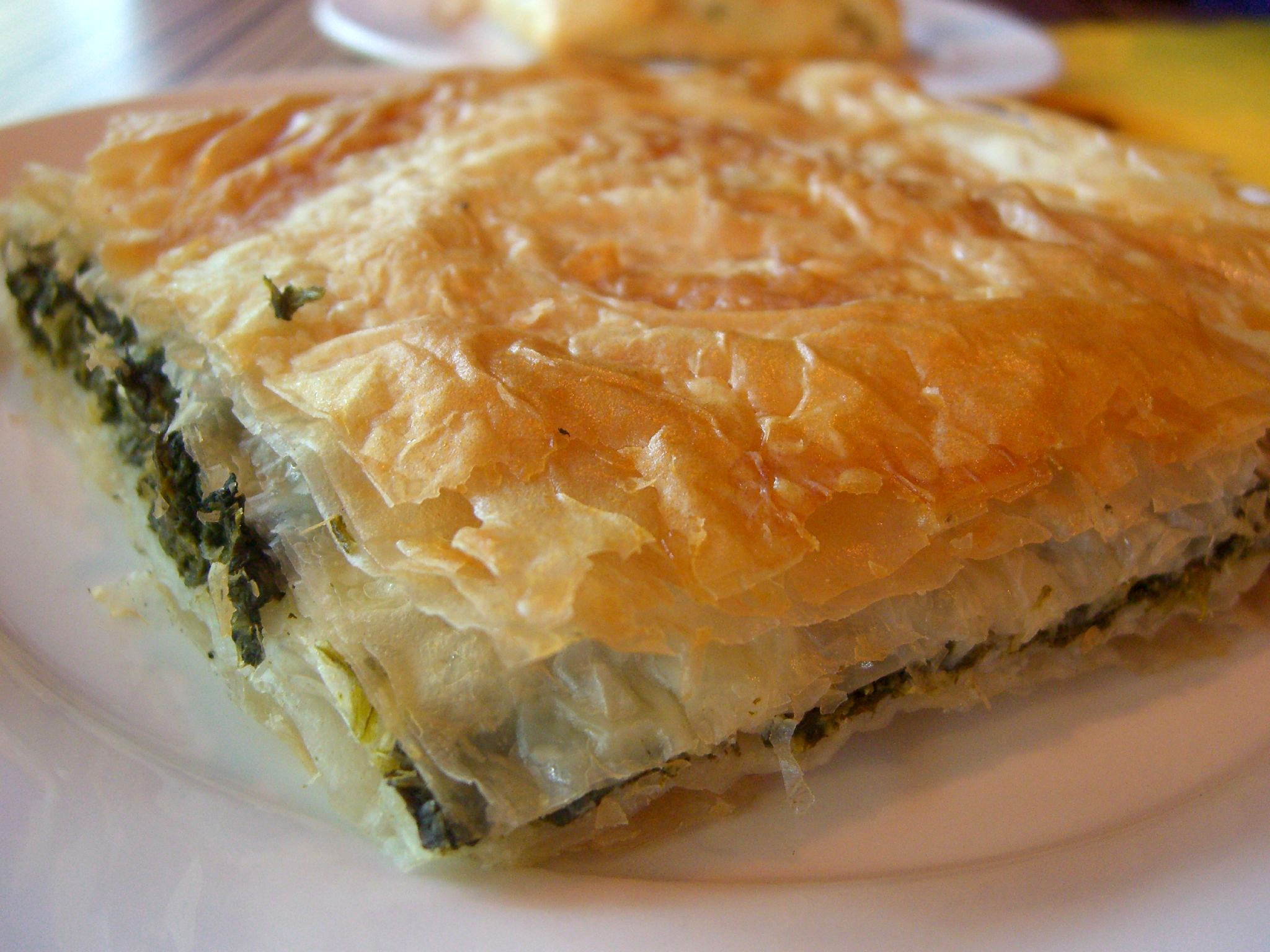
Spanakopita

Filo może być wykorzystane na wiele sposobów z różnym nadzieniem poprzez warstwowanie, składanie, wałkowanie. Znakomite i znane wypieki zrobione z ciasta filo to np.: 
- baklawa – warstwy ciasta filo zawierające posiekane orzechy polewane słodkim syropem lub miodem,
- banica – bułgarska potrawa pieczona w piekarniku składająca się z ciasta filo, jaj i sera,
- burek (börek) – aromatyczne ciasto mające powstałe w czasach osmańskiego imperium,
- bougatsa – typ greckiego ciasta podawanego na śniadanie,
- bülbül yuvası – turecki deser z pistacjami i syropem,
- bundevara – serbskie słodkie ciasto z dynią,
- galaktoboureko – grecki deser składający się z ciasta filo oraz słodkiego syropu przyrządzonego z mleka, jajek i kaszy manny,
- gibanica – serbska potrawa z ciasta filo, białego sera i jajek,
- kasseropita – greckie ciasto przygotowane z ciasta filo i sera kasseri,
- pastizz – aromatyczne ciasto pochodzące z Malty składające się z sera ricotta oraz zblendowanego groszku,
- spanakopita – grecki placek szpinakowy, prasopita – grecki placek z porów,
- tiropita – grecki placek serowy podobna do börka, wypełniona masą jajeczno-serową,
- zelnik (pita) – aromatyczne ciasto kuchni bałkańskiej.

## Nazwa
Mimo że samo ciasto filo pochodzi z kuchni osmańskiej, jego przyjęta nazwa wywodzi się z języka greckiego, w którym dosłownie oznacza listek lub kartkę papieru (por. choćby używany w polszczyźnie termin filotaksja).
Turecka nazwa yufka odnosi się do cienkiego ciasta używanego do przygotowania baklawy i bureka oraz płaskiego chleba nazywanego sac ekmeği, gotowanego na wypukłym metalowym talerzu. Chleb ten można uznać za swoistą wczesną postać filo, gdyż w słowniku języków tureckich Mahmuda Kashgariego „Dywan języków tureckich” jedno ze znaczeń terminu yuvgha to płaski, zawijany chleb.
Zależnie od narodowości lub regionu filo znane jest pod różnymi nazwami, m.in.:
- yufka – w kuchni tureckiej, wyróżniamy różne rodzaje yufka, np. börek i baklawa;
- gollash – w kuchni egipskiej;
- petë – w kuchni albańskiej; ciasta z niej przyrządzone to np. pite lub byrek;
- jufka – dla ciasta w Bośni i Hercegowinie, Chorwacji, Serbii;
- kori za banitsa – ogólnie znane jako bułgarskie ciasto banica;
- kori – w Macedonii.